# Hôpital Le Dantec
Le centre hospitalier universitaire Aristide Le Dantec ou HALD est un hôpital de Dakar (Sénégal), créé en 1912 et fonctionnant à partir de 1914.
Il est créé 22 ans après l’hôpital des Européens sous le nom d’hôpital des indigènes, et leur est réservé,. En 1969, il devient le premier centre hospitalier universitaire d’Afrique de l’Ouest.
Chaque jour, 15 000 personnes y entrent ; il a une capacité d’accueil de 700 lits.
Une école pratique est créée en annexe en 1915 ; lors de la levée de troupes coloniales en 1918, elle est transformée en école de médecine pour former des officiers de santé, destinés à soigner uniquement des malades indigents relevant de l’AMI (assistance médicale indigène).
La maternité, ouverte en 1919, est classée pour son architecture néo-soudanaise.
L’Institut Pasteur du Sénégal est situé dans le voisinage depuis 1923.

## Autres hôpitaux
- Hôpital principal de Dakar
- Hôpital militaire de Ouakam
- Institut d'hygiène sociale-Polyclinique
- Centre hospitalier national universitaire de Fann